# Tucumán
San Miguel de Tucumán, i daglig tale Tucumán, er den største by i det nordvestlige Argentina. Byen, der har 605.767 (2020) indbyggere, er hovedstad i provinsen Tucumán.

## Historie
Tucumán blev grundlagt i 1565 af Diego de Villaruel. I 1816 blev der afholdt en kongres i byen, hvor De forenede provinser i Río de la Plata (det nuværende Argentina, Uruguay og dele af Bolivia) erklærede sig uafhængig af Spanien. Da den nationale regeringsledele brød sammen i 1820, blev byen hovedstad i Republikken Tucumán, der dog kun fungerede i et års tid.